# Ewa Czerniawska
Ewa Czerniawska (ur. 18 lipca 1955) – polska psycholog, prof. dr hab. UW, dziekan Wydziału Psychologii Uniwersytetu Warszawskiego, jeden z czołowych polskich autorytetów w dziedzinie psychologii uczenia się i pamięci (gł. strategie pamięciowe, metapoznanie, usprawnianie pamięci, różnice indywidualne). Wykładowca akademicki Wydziału Psychologii Uniwersytetu Warszawskiego. Autorka licznych publikacji naukowych, tłumacz z języka francuskiego i angielskiego. Członek European Association for Research on Learning and Instruction. Współpracuje z licznymi ośrodkami badawczymi za granicą: Universita di Padova, Potsdam Universitat, University of Newcastle.
Pełnione funkcje
- Kierownik studiów podyplomowych "Trener umiejętności poznawczych";
- Członek Rady Programowej Festiwalu Nauki, Warszawa, 2001-2004;
- Działalność w PTP (m.in. członek Głównej Komisji Rewizyjnej – 1985-88; 2007-; przewodnicząca Sądu Koleżeńskiego -1988-94; członek Sądu Koleżeńskiego -1994-2000; 2003-2007; członek Głównej Komisji Rewizyjnej 2007-2009).

## Publikacje
- Czerniawska, E., i Ledzińska, M. (1994). Ja i moja pamięć. O użytecznych strategiach uczenia się. Warszawa: WSiP.
- Czerniawska, E. (1999). Dynamika zachowań strategicznych w uczeniu się z tekstów podręcznikowych. Warszawa: Wydawnictwa Uniwersytetu Warszawskiego.
- Czerniawska, E. (red.). (2005). Pamięć. Zjawiska zwykłe i niezwykle. Warszawa: WSiP.
- Czerniawska, E., Czerniawska-Far, J.M. (2007). Psychologia węchu i pamięci węchowej. Warszawa: WAiP.
- Czerniawska, E., Ledzińska, M. (2007). Jak się uczyć? Bielsko-Biała: ParkEdukacja.
- Czerniawska, E., Czerniawska-Far, J.M. (2009). Człowiek w świecie zapachów. Warszawa: WAiP.
- Wrona-Polańska, H., Czerniawska, E., Wrona, L. (red.).(2009). Szkice o ludzkim poznawaniu i odczuwaniu. Kraków: Wydawnictwo Naukowe Uniwersytetu Pedagogicznego.

## Nagrody
- 1982 – Nagroda Rektora za działalność naukową;
- 1987 – Nagroda Zespołowa III stopnia Ministra Nauki i Szkolnictwa Wyższego z tytułu osiągnięć dydaktyczno-naukowych;
- 1988 – Odznaka "Zasłużony dla PTP";
- 2000 – Nagroda Indywidualna II stopnia Rektora UW za rozprawę habilitacyjną;
- 2007 – Nagroda Zespołowa I stopnia Rektora UW za współautorstwo monografii "Psychologia węchu i pamięci węchowej".